# Obchodní akademie
Obchodní akademie poskytuje formální vzdělání a je střední odborná škola v České republice (odpovídá 3. stupni v ISCED) a některých dalších zemích (např. na Slovensku a v Rakousku). Poskytuje úplné střední odborné vzdělání v oboru ekonomie zakončené maturitní zkouškou. V období komunistického režimu byly tyto školy v Československu označovány jako střední ekonomická škola.

## Obchodní akademie v českých zemích
Typické oblasti zájmu pro obchodní akademie, respektive vyučované předměty, bývají zejména: mateřský jazyk (čeština), cizí jazyky, matematika, statistika, účetnictví, ekonomika, informatika, právo, hospodářské výpočty, matematický seminář a další. V minulosti se na obchodních akademiích též hojně vyučoval těsnopis, ten byl vzhledem k značnému rozvoji techniky (nahrávání, počítačové zpracování textu) omezen, přičemž se dále vyučuje písemná a elektronická komunikace (psaní všemi deseti apod.).
Nejstarší obchodní akademie v českých zemích byly německé:
- 1856 – Praha, Masná (nejstarší obchodní akademie v habsburské monarchii)
- 1863 – Liberec
- 1891 – Jablonec nad Nisou
- 1918 – Břeclav (v roce 1919 přeměněna na českou)
- 1919 – Karlovy Vary
- 1938 – Trutnov (zanikla v roce 1945)

První obchodní akademií v českých zemích s češtinou jako vyučovacím jazykem byla Českoslovanská akademie obchodní v Praze, založená v roce 1872 a od roku 1961 sídlící v Resslově ulici 5. Další vznikly následně:
- 1882 – Chrudim
- 1886 – Plzeň
- 1894 – Prostějov
- 1895 – Brno, Kotlářská
- 1896 – Hradec Králové
- 1900 – Třebíč
- 1909 – Praha, Vinohradská
- 1902 – Uherské Hradiště
- 1906 – Písek
- 1918 – České Budějovice
- 1919 – Břeclav (vznikla přeměnou z německé)
- 1919 – Hodonín
- 1919 – Olomouc
- 1919 – Tábor
- 1919 – Znojmo
- 1921 – Jablonec nad Nisou (s přerušením v letech 1938 až 1945)
- 1922 – Teplice
- 1937 – Blansko
- 1937 – Karlovy Vary
- 1938 – Turnov (do roku 1939 jako přestěhovaná jablonecká obchodní akademie; s přerušením v letech 1944 až 1945)
- 1940 – Náchod (výuka přerušena již v prvním školním roce)
- 1945 – Česká Lípa
- 1945 – Jičín
- 1945 – Náchod
- 1945 – Trutnov (přestěhována z Červeného Kostelce)
- 1945 – Valašské Meziříčí
- 1952 – Brno, Pionýrská
- 1953 – Mariánské Lázně
- cca 1957 – Praha, Dušní
- 1965 – Praha, Heroldovy sady
- 1967 – Praha-Karlín
- 1981 – Bučovice
- 1986 – Praha, Kubelíkova
- 1988 – Praha, Krupkovo náměstí
- 1988 – Praha, Hovorčovická
- 1989 – Praha, Svatoslavova
- 1989 – Sokolov (v roce 1993 přestěhována do Chodova)
- 1992 – Kostelec nad Orlicí
- 1993 – Chodov
- 1994 – Janské Lázně
- 1995 – Tanvald
- 2005 – Praha-Holešovice